# 전국 고등학교 농구 선발 우승 대회
전국 고등학교 농구 선발 우승 대회(일본어: 全国高等学校バスケットボール選抜優勝大会 젠코쿠코토갓코바스켓토보루센바쓰유쇼타이카이[*])는 매년 연말에 도쿄 체육관에서 열리는 일본의 고교 농구 대회이다. 통칭 JX-ENEOS 윈터컵(일본어: -ウィンターカップ 윈타캇푸[*])로 불린다.